# Elena Martí Manzanares
Elena Martí Manzanares (Barcelona, 1966) és una artista catalana.
Va estudiar a l'Escola d'Arts Aplicades i Oficis Artístics de la Diputació de Barcelona i va asssitir a les escoles i tallers de Pere Cara, l'Escola Sanvisens i l'escultor Mañó.
El 2013 crea la instal·lació Out of Place, on reflexiona, a partir de la posidònia, de l'estat dels fons marins. Ideada per al festival Open Natura de Paracuellos de la Vega, posteriorment fou exposta a València, Conca i Londres, fins que el 2014 entra a la col·lecció d'art contemporani de la Generalitat Valenciana.